# پارک ملی سانریکو فوکو
پارک ملی سانریکو فوکو (به لاتین: Sanriku Fukkō National Park) یک پارک ملی و منطقهٔ مسکونی در ژاپن است که در استان میاگی واقع شده‌است.